# Joan Colom i Naval
Joan Colom i Naval (Barcelona, 1945) és un polític i economista català.
Es doctorà en Ciències Econòmiques i Empresarials per la Universitat Autònoma de Barcelona el 1976, és professor titular d'Economia Aplicada a la Facultat de Ciències Econòmiques de la Universitat de Barcelona, especialitzat en federalisme fiscal.
A les eleccions generals espanyoles de 1982 fou diputat pel PSC-PSOE per la circumscripció de Barcelona, on va ser secretari primer de la Comissió d'Economia, Comerç i Hisenda, membre de la Comissió de Pressupostos.
Del 1986 al 2004 fou escollit diputat al Parlament Europeu, on fou membre de la Comissió de Pressupostos (1986-2004), portaveu del Grup Socialista Europeu pels afers pressupostaris (1987-1994) i vicepresident del Parlament Europeu de juliol de 1999 al 26 de febrer de 2004. El 2004 fou nomenat Síndic major de la Sindicatura de Comptes de Catalunya, càrrec en el qual fou renovat el 2007 fins al 2010 i, atesa la manca d'acord amb el Parlament per a procedir a la renovació en el moment previst per la llei de la Sindicatura de Comptes, continuà com a Síndic major en funcions fins al 3 de març 2011. Immediatament (04-03-11), es reincorporà a la seva plaça de Professor Titular de la Universitat de Barcelona.